# Tautosyllabisk
Ett tautosyllabiskt språkljud är ett ljud som finns i samma stavelse som ett visst annat ljud. I ordet prata är p tautosyllabiskt i förhållande till r, och r är tautosyllabiskt till p, eftersom båda ljuden är i stavelsen pra‑. Ljudet p är inte tautosyllabiskt till ljudet t, eftersom p och t finns i olika stavelser.